# Haitis damlandslag i fotboll
Haitis damlandslag i fotboll representerar Haiti i fotboll på damsidan. Dess förbund är Fédération Haïtienne de Football. Det är ett av Karibiens bästa damlandslag i fotboll tillsammans med Jamaica och Trinidad och Tobago. Huvudtränare är Nicolas Delépine.
VM 2023 är Haitis första världsmästerskap. Före mästerskapets start hade laget aldrig mött de lag de lottats att möta i gruppspelet: England, Danmark och Kina.

## Laguppställning
Följande spelare ingår i spelartruppen i VM 2023 som spelas i Australien och Nya Zeeland.
- Matcher och mål är uppdaterade per den 19 juli 2023.

| Nr | Pos. | Namn                | Födelsedatum (ålder)      | Matcher | Mål |           | Klubb                   |
| -- | ---- | ------------------- | ------------------------- | ------- | --- | --------- | ----------------------- |
| 1  | MV   | Kerly Théus         | 7 januari 1999 (24 år)    | 5       | 0   | USA       | Miami City              |
| 2  | F    | Chelsea Surpris     | 20 december 1996 (26 år)  | 13      | 2   | Frankrike | Grenoble                |
| 3  | MF   | Jennyfer Limage     | 25 december 1997 (25 år)  | 12      | 0   | Frankrike | Grenoble                |
| 4  | F    | Tabita Joseph       | 13 september 2003 (19 år) | 6       | 0   | Frankrike | Brest                   |
| 5  | MF   | Maudeline Moryl     | 24 januari 2003 (20 år)   | 10      | 2   | Frankrike | Grenoble                |
| 6  | MF   | Melchie Dumornay    | 17 augusti 2003 (19 år)   | 15      | 9   | Frankrike | Reims                   |
| 7  | A    | Batcheba Louis      | 15 juni 1997 (26 år)      | 16      | 23  | Frankrike | Fleury                  |
| 8  | MF   | Danielle Étienne    | 16 januari 2001 (22 år)   | 9       | 1   | USA       | Fordham Rams            |
| 9  | MF   | Sherly Jeudy        | 13 oktober 1998 (24 år)   | 17      | 4   | Frankrike | Grenoble                |
| 10 | A    | Nérilia Mondésir    | 17 januari 1999 (24 år)   | 16      | 18  | Frankrike | Montpellier             |
| 11 | A    | Roseline Éloissaint | 20 februari 1999 (24 år)  | 11      | 5   | Frankrike | Nantes                  |
| 12 | MV   | Nahomie Ambroise    | 13 november 2003 (19 år)  | 4       | 0   | USA       | Little Haiti FC         |
| 13 | F    | Betina Petit-Frère  | 1 augusti 2003 (19 år)    | 8       | 0   | Frankrike | Brest                   |
| 14 | F    | Esthericove Joseph  | 5 februari 2003 (20 år)   | 1       | 0   | Haiti     | Exafoot                 |
| 15 | A    | Darlina Joseph      | 15 december 2003 (19 år)  | 4       | 0   | Frankrike | Grenoble                |
| 16 | F    | Milan Pierre-Jérôme | 23 april 2002 (21 år)     | 9       | 2   | USA       | George Mason Patriots   |
| 17 | A    | Shwendesky Joseph   | 18 november 1997 (25 år)  | 1       | 0   | Ryssland  | Zenit St. Petersburg    |
| 18 | MF   | Noa Ganthier        | 13 oktober 2002 (20 år)   | 2       | 0   | USA       | Weston FC               |
| 19 | MF   | Dayana Pierre-Louis | 24 september 2003 (19 år) | 2       | 0   | Frankrike | Issy                    |
| 20 | F    | Kethna Louis        | 5 augusti 1996 (26 år)    | 15      | 4   | Frankrike | Montpellier             |
| 21 | F    | Ruthny Mathurin     | 14 januari 2001 (22 år)   | 10      | 0   | USA       | Louisiana Ragin' Cajuns |
| 22 | A    | Roselord Borgella   | 1 april 1993 (30 år)      | 25      | 20  | Frankrike | Dijon                   |
| 23 | MV   | Lara Larco          | 27 november 2002 (20 år)  | 4       | 0   | USA       | Georgetown Hoyas        |